# Wernhard Mispelhorn
Wernhard Mispelhorn (ur. 10 listopada 1945 w Berlinie, zm. 20 sierpnia 1964 tamże) – ofiara śmiertelna Muru Berlińskiego zastrzelona przez żołnierzy wojsk granicznych NRD podczas próby ucieczki do Berlina Zachodniego.

## Życiorys

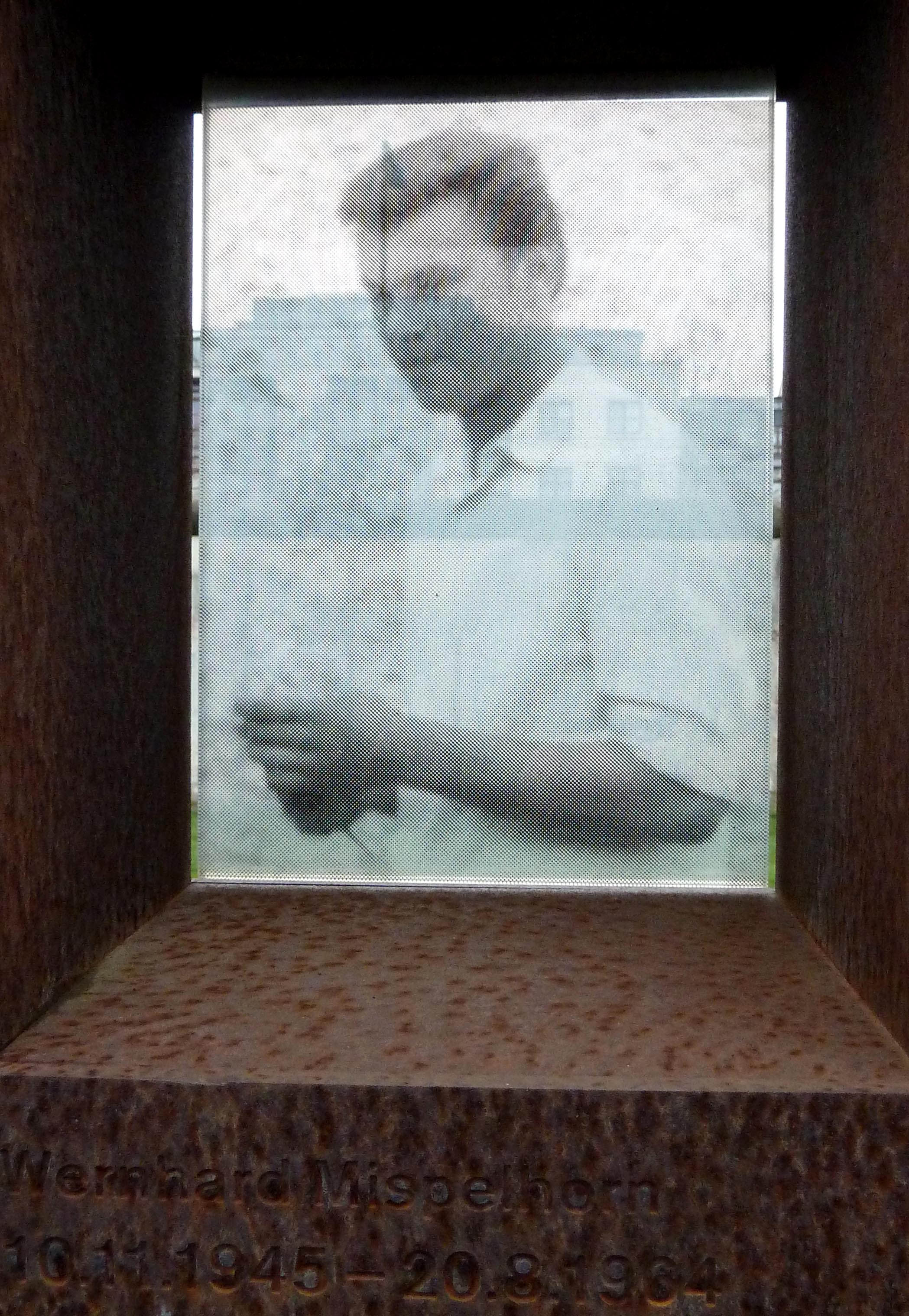
Wernhard Mispelhorn w oknie pamięci, Pomnik Muru Berlińskiego, Bernauer Straße

Wernhard Mispelhorn urodził się jako czwarte spośród dzieci rodziny żyjącej w należącej do wschodnioberlińskiego okręgu Pankow dzielnicy Buchholz. Rodzice chłopca rozwiedli się jeszcze przed budową muru, w związku z czym ten pozostał wraz z bratem u matki. Jedna ze starszych sióstr wyjechała w 1960 roku do Hanoweru. Po ukończeniu szkoły Mispelhorn rozpoczął naukę zawodu instalatora, pracując często przy robotach montażowych poza Berlinem. W sierpniu 1964 jego przyjaciółka uzyskała zezwolenie opuszczenia NRD i wyjazdu do rodziny żyjącej na Zachodzie, w związku z czym Wernhard Mispelhorn zapragnął pójść jej śladem i rozpoczął planowanie ucieczki.

## Ucieczka
Wieczorem 17 sierpnia 1964 roku Mispelhorn spotkał się z dwójką znajomych w jednym z lokali w dzielnicy Prenzlauer Berg. W trakcie spożywania alkoholu motywowana pogłoską, jakoby ucieczka z jednego miejsc w dzielnicy Schönholz należała do szczególnie łatwych, grupa udała się tamże bez konkretnych planów tejże. Przybywając do kolonii ogródków działkowych w Schönholz, podnieśli  jeden z płotów zabezpieczających, aby Mispelhorn mógł wśliznąć się do środka i obejrzeć pas graniczny. Ten wskoczył bez jakiejkolwiek zapowiedzi do strefy umocnień i zaczął biec w kierunku granicy. Uciekiniera zauważyło dwóch żołnierzy straży granicznej, którzy strzelali tak długo, dopóki ranny nie upadł na ziemię. Pod ostrzałem znaleźli się także towarzyszący mu znajomi, którzy natychmiast uciekli. Ranny Mispelhorn zabrany został do szpitala Krankenhaus der Volkspolizei, gdzie zmarł 20 sierpnia.
Ministerstwo Bezpieczeństwa NRD powiadomiło matkę ofiary o incydencie dzień po postrzeleniu. Władze odmówiły jej wizyty u konającego syna, rodzinę zmuszono do zachowania milczenia – taktyka owa była powszechnie stosowaną w niniejszych przypadkach przez Stasi w celu zapobieżenia przenikania tego typu informacji na Zachód. O śmierci Mispelhorna nie otrzymano jednak w Berlinie Zachodnim jakichkolwiek informacji. Obecny przypadkowo w pobliżu miejsca incydentu patrol policyjny nie dostrzegł bowiem niczego, poza dwoma żołnierzami wojsk granicznych z noszami.